# Nógrád, Nógrád
Nógrád (în slovacă Novohrad) este un sat în districtul Rétság, județul Nógrád, Ungaria, având o populație de 1.487 de locuitori (2011).

## Demografie
Componența etnică a satului Nógrád
     Maghiari (92,66%)
     Slovaci (5,47%)
     Necunoscut (0,65%)
     Alții (1,22%)
Componența confesională a satului Nógrád
     Romano-catolici (54,07%)
     Luterani (9,48%)
     Fără religie (5,51%)
     Reformați (4,71%)
     Necunoscută (25,22%)
     Alte religii (1,68%)
Conform recensământului din 2011, satul Nógrád avea 1.487 de locuitori. Din punct de vedere etnic, majoritatea locuitorilor (92,66%) erau maghiari, cu o minoritate de slovaci (5,47%). Apartenența etnică nu este cunoscută în cazul a 0,65% din locuitori.  Din punct de vedere confesional, majoritatea locuitorilor (54,07%) erau romano-catolici, existând și minorități de luterani (9,48%), persoane fără religie (5,51%) și reformați (4,71%). Pentru 25,22% din locuitori nu este cunoscută apartenența confesională.